# لتن (آیووا)
لتن (به انگلیسی: Lawton) شهری در ایالت آیووا کشور ایالات متحده آمریکا است که جمعیت آن در سرشماری سال ۲۰۱۰ میلادی، ۹۰۸ نفر بوده‌است.